# Голархаидовые пауки (Holarchaeidae)
Голархаидовые пауки (лат. Holarchaeidae) — очень маленькое семейство аранеоморфных пауков, насчитывающее всего два вида из единственного рода.

## Описание
Пауки очень маленьких размеров в длину не превышают 1,5 мм, окрас от блестяще чёрного до бежевого. Голархаидовые пауки, а также пероногие пауки (Uloboridae) и членистобрюхие пауки (Mesothelae), не имеют ядовитых гланд.

## Распространение и местообитание
Встречаются на островах Новой Зеландии и Тасмании, где они населяют микросреды с высокой влажностью.

## Классификация
- семейство: Holarchaeidae
  - род: Holarchaea Forster, 1955
    - вид: Holarchaea globosa (Hickman, 1981) — Тасмания
    - вид: Holarchaea novaeseelandiae (Forster, 1949) — Новая Зеландия